# Lechon manok
Lechon manok là món gà nướng của người Philippines, được làm từ thịt gà ướp trong hỗn hợp tỏi, lá nguyệt quế, hành tây, tiêu đen, nước tương và patis (nước mắm). Nước sốt cũng có thể được làm ngọt bằng muscovado hoặc đường nâu. Đặc biệt, nó được nhồi cùng với tanglad (sả) và nướng trên than hoa. Nó thường được ăn nhúng trong hỗn hợp toyomansi hoặc silimansi gồm xì dầu, calamansi và ớt labuyo. Nó được kết hợp với cơm trắng hoặc puso và thường được phục vụ với atchara muối chua như một món ăn phụ. Đây là một món ăn rất phổ biến ở Philippines và luôn sẵn có ở các quán ăn ven đường.